# (24337) Johannessen
Pour les articles homonymes, voir Johannessen.
(24337) Johannessen est un astéroïde de la ceinture principale d'astéroïdes.

## Description
(24337) Johannessen est un astéroïde de la ceinture principale d'astéroïdes. Il fut découvert le 5 janvier 2000 à Socorro (Nouveau-Mexique) par le projet LINEAR. Il présente une orbite caractérisée par un demi-grand axe de 2,29 UA, une excentricité de 0,15 et une inclinaison de 7,5° par rapport à l'écliptique.

## Compléments